# Zooniverzum – Állati kert!
A Zooniverzum – Állati kert! (The Mighty Boosh) egy brit sitcom, vígjáték-sorozat, amelynek főszereplői: Julian Barratt és Noel Fielding. Három színpadi show-ból és egy hat epizódos rádiósorozatból fejlesztették ki, az azóta összesen 20 epizódot megélt sorozatot. A BBC Three sugározta 2004 és 2007 között. A sorozat első évada a Bob Fossil által üzemeltetett állatkertben zajlik, a második évad egy bérelt lakásban, a harmadik évadban pedig egy Dalboi használtáru-üzletben, az úgynevezett Nabootique-ban.
Magyarországon a Zooniverzum – Állati kert! címet kapta és a Humor 1 TV megbízásából a szinkront a Hang-Kép Szinkroncsoport készítette. A Humor 1 TV még 2004 augusztusában rendelte meg a szinkront, ám a csatorna megszűnésével a Cool TV vette át a jogokat és ő is adta le 2006-2007 között. Noha mindkét évad stáblistájában Humor 1 TV-t mondanak, ott sosem került adásba.  
| Epizód száma | Eredeti cím | Magyar cím             | Rendezte  | Eredeti premier | Magyar premier   | Epizódok rövid leírása | Eredeti adó | Magyar adó |
| 1            | "Killeroo"  | "A nagy mérkőzés"      | Paul King | 2004.05.18      | 2006.04.26 22:30 |                        | BBC 3       | Cool TV    |
| 2            | "Mutants"   | "Szörny invázió"       | Paul King | 2004.05.25      | 2006.05.03 22:30 |                        | BBC 3       | Cool TV    |
| 3            | "Bollo"     | "A majom pokol"        | Paul King | 2004.06.01      | 2006.09.02 20:00 |                        | BBC 3       | Cool TV    |
| 4            | "Tundra"    | "A tundra"             | Paul King | 2004.06.08      | 2006.09.09 20:00 |                        | BBC 3       | Cool TV    |
| 5            | "Jungle"    | "Sajt, életre halálra" | Paul King | 2004.06.15      | 2006.09.16 20:00 |                        | BBC 3       | Cool TV    |
| 6            | "Charlie"   | "Osztatlan siker"      | Paul King | 2004.06.22      | 2006.09.23 20:00 |                        | BBC 3       | Cool TV    |
| 7            | "Electro"   | "Hős tehetség"         | Paul King | 2004.06.29      | 2006.09.30 20:00 |                        | BBC 3       | Cool TV    |
| 8            | "Hitcher"   | "Mindenütt fa terem"   | Paul King | 2004.07.06      | 2006.10.07 20:00 |                        | BBC 3       | Cool TV    |

| Epizód száma | Eredeti cím                  | Magyar cím                | Rendezte  | Eredeti premier | Magyar premier   | Epizódok rövid leírása | Eredeti adó | Magyar adó |
| 9            | "Call of the Yet"            | "Találkozás a Yeti-vel"   | Paul King | 2005.07.25      | 2006.10.14 20:00 |                        | BBC 3       | Cool TV    |
| 10           | "The Priest and the Beast"   | "A Pap és a Szörnyeteg"   | Paul King | 2005.08.02      | 2006.10.21 20:00 |                        | BBC 3       | Cool TV    |
| 11           | "Nanageddon"                 | "A nyanya hadművelet"     | Paul King | 2005.08.09      | 2006.11.04 20:00 |                        | BBC 3       | Cool TV    |
| 12           | "Fountain of Youth"          | "A fiatalság vize"        | Paul King | 2005.08.16      | 2006.11.11 20:00 |                        | BBC 3       | Cool TV    |
| 13           | "The Legend of Old Gregg"    | "Az Öreg Gregg legendája" | Paul King | 2005.08.23      | 2006.11.18 20:00 |                        | BBC 3       | Cool TV    |
| 14           | "The Nightmare of Milky Joe" | "Milky Joe és a rémálom"  | Paul King | 2005.08.30      | 2006.11.25 20:00 |                        | BBC 3       | Cool TV    |

HARMADIK ÉVAD
| Epizód száma | Eredeti cím                         | Magyar cím                               | Rendezte  | Eredeti premier | Magyar premier | Epizódok rövid leírása | Eredeti adó | Magyar adó |
| 15           | "Eels"                              | "Angolnák"                               | Paul King | 2007.11.15      | -              |                        | BBC 3       | -          |
| 16           | "Journey to the Centre of the Punk" | "Utazás egy Punk agyába"                 | Paul King | 2007.11.22      | -              |                        | BBC 3       | -          |
| 17           | "The (Power of the) Crimp"          | "A Crimp ereje"                          | Paul King | 2007.11.29      | -              |                        | BBC 3       | -          |
| 18           | "The Strange Tale of the Crack Fox" | "Egy furcsa történet a Kokszos Rókáról." | Paul King | 2007.12.06      | -              |                        | BBC 3       | -          |
| 19           | "Party"                             | "A szülinapi parti"                      | Paul King | 2007.12.13      | -              |                        | BBC 3       | -          |
| 20           | "The Chokes"                        | "A karrier"                              | Paul King | 2007.12.20      | -              |                        | BBC 3       | -          |

## Szinkronhangok
- Intro és bemondó: Szebeni Tamás

- Julian Barratt – Howard Moon – Czvetkó Sándor

- Noel Fielding – Vince Noir – Juhász Zoltán

- Michael Fielding – Naboo – Bartucz Attila

- Dave Brown – Bollo – Bolla Róbert

- Rich Fulcher – Bob Fossil – 1.évadban Holl Nándor, 2.évadban Kapácsy Miklós

- Richard Ayoade – Saboo – Pálmai Szabolcs
- Noel Fielding - Hold - Garamszegi Gábor

- Rich Fulcher – A Halál majma – Bolla Róbert

- Matt Berry – Dixon Bainbridge – Pálfai Péter

- Nicholas Burns – A király – Bolla Róbert

- Margaret John – Nanatoo – Kassai Ilona

- Noel Fielding – Stoppos – 1.évadban Orosz István, 2.évadban Katona Zoltán

- Noel Fielding – Nagyeszű Tony – Juhász Zoltán

- Julian Barratt – Dennis – Czvetkó Sándor

- Julian Barratt – Bryan – Németh Gábor

- Noel Fielding – Phil, a Kaszás – Katona Zoltán

- Victoria Wicks – Mrs. Gideon – Németh Kriszta

- Julian Barratt – Rudi – 1.évadban Németh Gábor, 2.évadban Czvetkó Sándor

- Noel Fielding – Spider – Juhász Zoltán

- Rich Fulcher – Box edző – Katona Zoltán

- Noel Fielding – Öreg Gregg – Kapácsy Miklós

A szinkront, a Humor 1 TV és a Cool TV megbízásából a Hang-Kép Szinkroncsoport készítette 2006-ban.